# فرهنگ فلسطین
فرهنگ فلسطین (عربی: ثقافة فلسطين) بخش جدایی ناپذیری از هویت مردم فلسطین درگذر تاریخ و دهه‌ها و عصور بوده‌است، بنحوی که پیدایش مجلات و مکملهای فرهنگی در فلسطین به سال ۱۹۰۵ برمی‌گردد. تا جایی که نوشته‌های روشنفکران فلسطینی در سرزمین‌های اشغالی توسط علاقه‌مندان و همچنین توسط بسیاری از روشنفکران و نویسندگان و شاعران و نویسندگان عرب که از فلسطین حمایت می‌کنند، تهیه شده‌است.
کمکهای فرهنگی به حوزه‌های هنر، ادبیات، موسیقی، لباس و غذا، تجربه فلسطین را برجسته کرده و هنوز هم شکوفا می‌شود، علی‌رغم جدایی جغرافیایی که در فلسطین تاریخی بین سرزمینهای فلسطین و اسرائیل رخ داده‌است.
در میان مجلات برجسته‌ترین‌ها، روزنامه‌ها و مکمل‌های فرهنگی که در فلسطین قدیم انتشار می‌یافتند؛ مجله (کرمل)، روزنامه (قدس)، مجله (النفائس یا گنجینه‌ها) و مکمل‌های ادبی در روزنامه‌های فلسطین، هفتگی و سپیده دم یا فجر، اتحادیه، حقوق، و صدای اعراب، و بسیاری دیگر و ایجاد روزنامه‌ها و مجلات، و مهمترین این مجلات روزنامه (غزه) است که در اردن و مصر و عربستان سعودی توزیع می‌شود.

## هنر

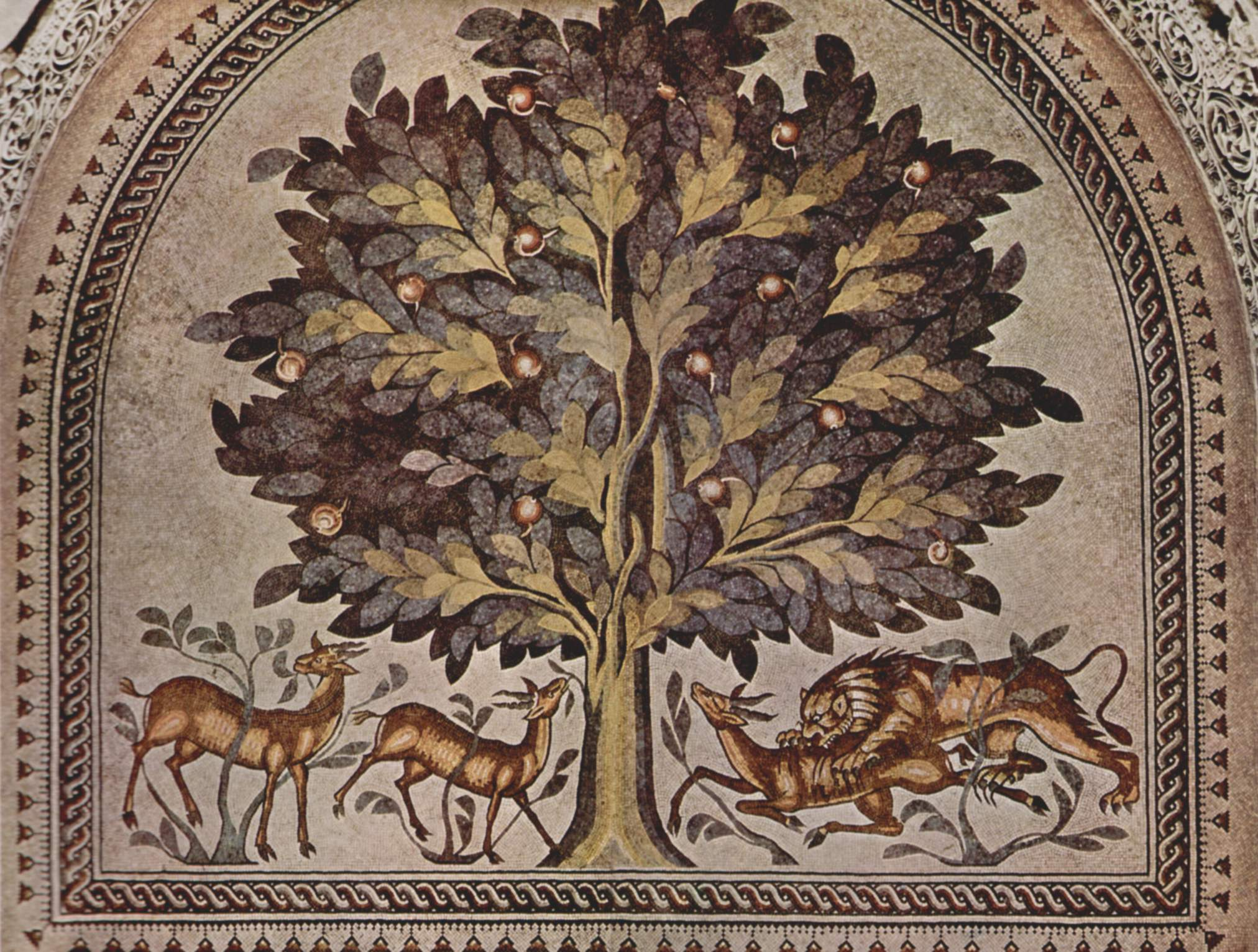

عرصه خلاقیت فلسطین در حوزه هنر بیش از چهار مرکز عمده جغرافیایی است: - کرانه غربی و نوار غزه - اسرائیل - تبار فلسطین در جهان عرب - تبار فلسطین در اروپا، ایالات متحده و دیگر نقاط جهان.
هنر معاصر فلسطین ریشه در فرهنگ عامه، مسیحیت و اسلام دارد. پس از خروج فلسطینی‌ها در سال ۱۹۴۸، تمایلات ملی بر فلسطینی آنها چیره شد و از رسانه‌های مختلف و هنرمندان برای کشف هویت و سرزمین خود و بیان آن استفاده کردند.
فلسطین ملتی است با فرهنگ، میراث و تاریخ فراوان،هنر فلسطینی در دهه‌های گذشته مشروط به تاریخ اشغال این کشور شده ، و تبدیل به شکلی از بیان برای دفاع و حفاظت از هویت ملی.هنرمندان فلسطینی پس از "جنگ شش روزه" در سال 1967 و اشغال آن توسط اسرائیل جانی دوباره گرفتند.و هنر معنای سیاسی پیدا کرد .و حضور در نمایشگاه‌ها در سرزمین‌های اشغالی به اقدامی برای سرپیچی از اشغال و تجلیل از هویت تبدیل شد. در پاسخ، در سال 1980، اسرائیل نمایشگاه های هنری و نقاشی های را ممنوع کرد. با وجود این محدودیت‌ها، هنرمندان به تولید هنری پربار و برگزاری نمایشگاه‌ها، کنفرانس‌ها و سمینارها پرداختند.در واقع  هنرمندان از آثار خود برای دست یابی به عدالت، آزادی و پایان دادن به خونریزی استفاده می کنند.

## پخت‌وپز

### غذاهای فلسطینی
غذای ملی فلسطین، غذایی بنام المسخن 

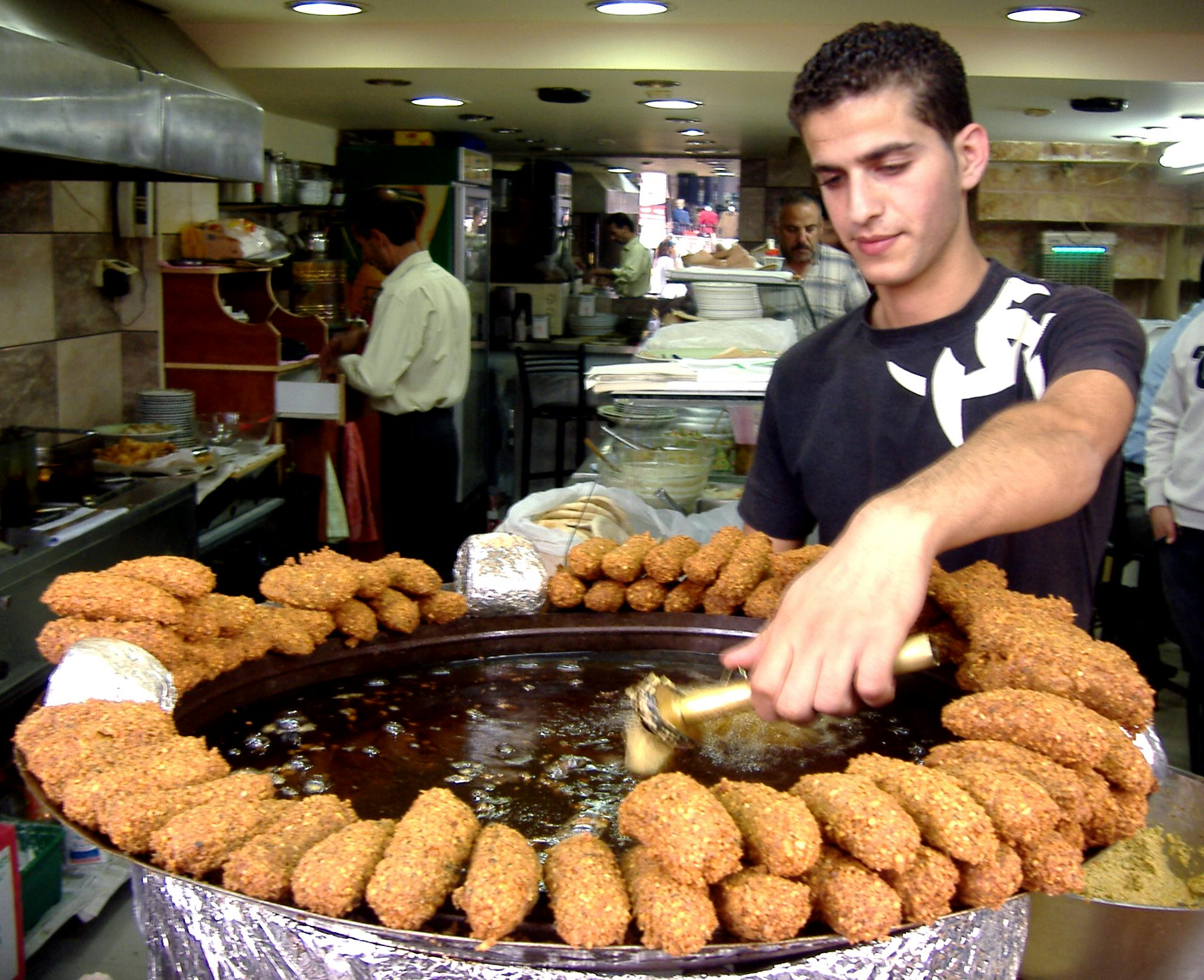

می‌باشد. این غذا شامل نان، پیاز، سماق، مرغ آب‌پز، روغن زیتون است و همه یکجا در اجاق آشپزخانه پخته می‌شود. غذاهای فلسطینی تحت تأثیر سه فرهنگ اصلی گروه‌های اسلامی قرار گرفته‌اند: اعراب، ایرانی‌ها و ترک‌ها. غذاهای فلسطینی یکی از آشپزخانه‌های غنی شرقی در منطقه بلاد الشام است. به‌طور کلی، غذاهای فلسطینی بسیار شبیه به آشپزی در سوریه مدرن است.

## فیلم

### سینمای فلسطین

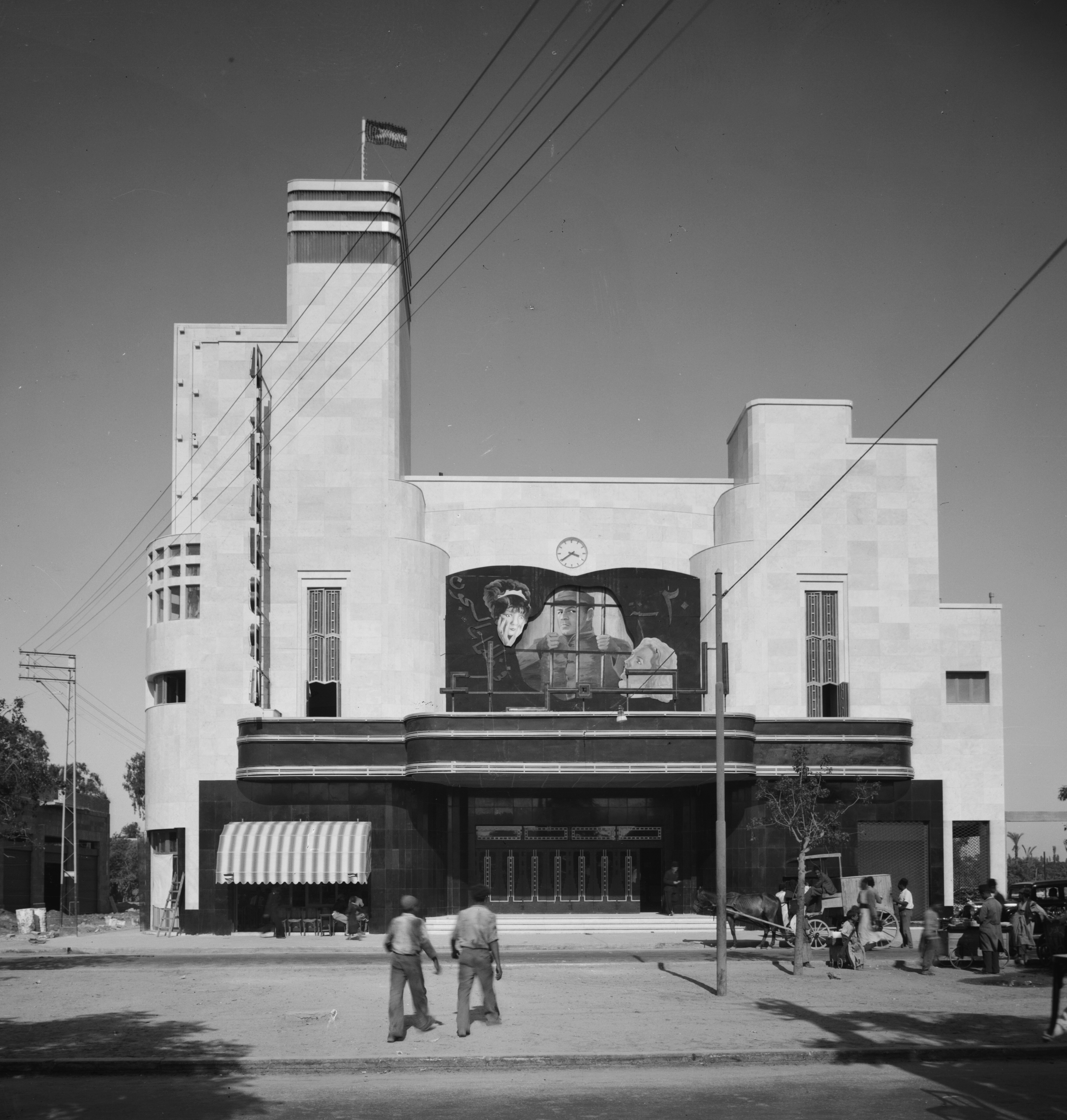

فیلم‌های مستند و داستانی هستند که توسط اعراب فلسطینی تولید شده‌است که مربوط به سالهای قبل از سال ۱۹۴۸ بوده یا پس از آن که یا در فلسطین ویا در محل‌های استقرار فلسطینیها در کشورهای دیگر تولید شده‌اند. بسیاری از فیلم‌های فلسطینی با حمایت اروپایی ساخته می‌شوند. نه تنها فیلم‌های تولید شده به زبان عربی است، بلکه بعضی از آنها به انگلیسی، فرانسوی یا عبری ترجمه می‌شوند. بیش از ۸۰۰ فیلم توسط فلسطینی‌ها، دررابطه با درگیریهای اسرائیل و فلسطین یا سایر موضوعات مرتبط آن تولید شده‌است.

## صنایع سنتی
طیف گسترده‌ای از صنایع دستی وجود دارد، که بسیاری از آنها صدها سال است که توسط عرب‌ها در فلسطین تولید شده‌اند، و امروزه نیز تولید می‌شوند. صنایع دستی فلسطین شامل صنایع دستی، گلدوزی، بافندگی، سرامیک، صابون، شیشه، چوب زیتون، نقش و نگار روی مروارید و غیره است.

### تطریز
تطریز، هنر سوزن‌دوزی با طرح‌هایی پیچیده و رنگارنگ و از نمادهای فرهنگی مردم فلسطینی است. این هنر که ناگفته‌های بسیاری دارد، سمبل هویت فرهنگی زنان فلسطینی است.

## شعر

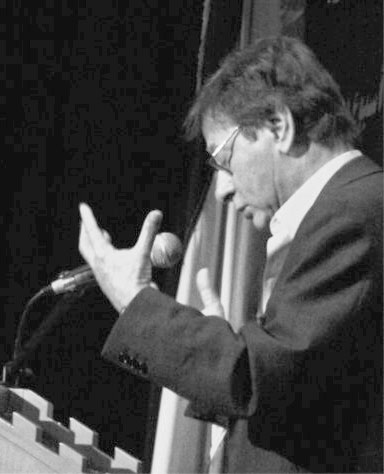
محمود درویش

شعر فلسطین، با استفاده از اشکال کلاسیک پیش از اسلام است، که هنوز یک شکل بسیار پرطرفدار از هنر است، اغلب هزاران نفر از مخاطبان فلسطینی را جذب می‌کند. شاعران بخشی از سنت محبوب محلی فلسطین بودند که شعرهایی را که در وصف هر شهر فلسطینی مشهور سروده بوده، را می‌خواندند.
پس از خروج ۱۹۴۸ فلسطینیان، شعر به عنوان وسیله‌ای برای فعالیت سیاسی ارتقاء یافت. از میان فلسطینیانی که شهروندان عرب اسرائیل شدند و بعد از صدور قانون ملیت در سال ۱۹۵۲ که به ادبیات مقاومت مشهور شدند شاعرانی مثل: محمود داسوکی، محمود درویش، سمیح القاسم و توفیق زیاد بودند. آثار این شاعران به علت عدم روابط دیپلماتیک میان اسرائیل و دولت‌های عرب، و با جهان عرب ناشناخته بود و سالها بعد معروف شد. اما این وضعیت پس از نوشته‌های غسان کنفانی، نویسنده فلسطینی تبعیدی در لبنان تغییر کرد و مجموعه ای از آثار او را در سال ۱۹۶۶ منتشر شد. داستان ها و اشعار هنرمندان فلسطینی از جمله سوزان ابوالهواء، بشار دومانی، شریف الموسی، ادینا شبلی، مرید برغوثی، رما حمامی، رعنا برکت، فادی جوداه و … در کتاب در جستجوی فلسطین با ترجمه یاسین قاسمی بجد توسط نشر روزگار روانه بازار کتاب ایران شد.

## مد و لباس

### لباس سنتی فلسطین

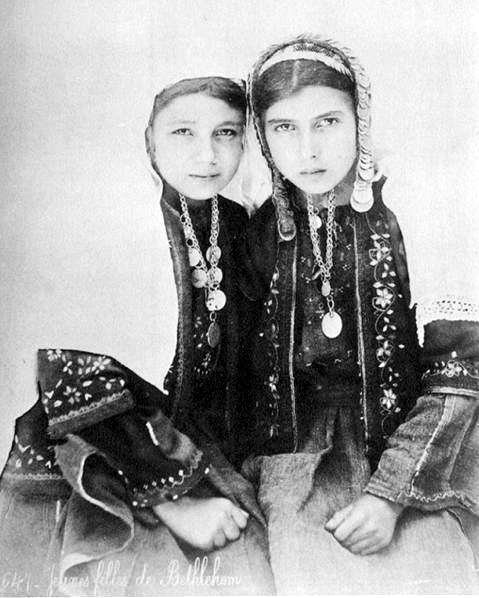
دختران فلسطینی در بیت لحم با لباس قبل از ۱۸۸۵

لباس های سنتی فلسطینی غرق در تاریخ است. آن ها فقط لباس نیستند بلکه بازتابی از فرهنگ غنی پر از سنت‌های قدیمی و عشق به جزئیات است که به زیبایی در لباس‌های سنتی آنها نمایان می‌شود. هر لباس نه تنها می تواند نشان دهد که یک فرد اهل کدام شهر است، بلکه داستانی را نیز بیان می کند. بسیاری از مسافران به فلسطین در قرن نوزدهم و بیستم در مورد لباس‌های سنتی فلسطینی، به ویژه لباس‌های دهقانی زنان در حومه فلسطین، چیزهایی نوشته‌اند. اغلب شهرهای فلسطین مانند بیت لحم، قدس، یافا و غزه به نوع گلدوزی روی لباس نسبت به شهر دیگر متمایز و تشخیص داده می‌شدند.

## فولکلور

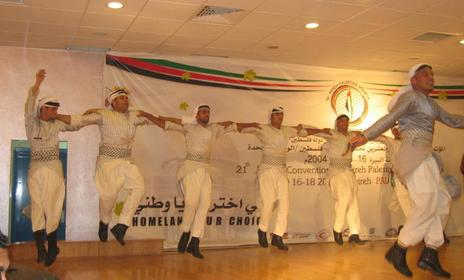
رقص مردمی دبوک فلسطینی که توسط مردان انجام می‌شود

فولکلور فلسطینی قالبی است که فرهنگ را بیان می‌کند، از جمله داستان‌ها، موسیقی، رقص، افسانه‌ها، تاریخ شفاهی، ضرب‌المثل‌ها، جوک‌ها، باورهای عامه، آداب و رسوم و سنت‌هایی که از جمله فرهنگ شفاهی فلسطین را تشکیل می‌دهد.

### موسیقی فلسطین
موسیقی فلسطین در سراسر جهان عرب و جهان شناخته شده و مورد احترام است. موج جدیدی از هنرمندان پس از خروج فلسطینی‌ها در سال ۱۹۴۸ با تمایلات متفاوتی از فلسطین ظاهر شدند و مربوط به رویاهای رونق کشور و احساسات ناسیونالیستی بود. معروف‌ترین آهنگ‌های فلسطینی سنتی: عالروزنة، ظریف الطول، میجانة، الدلعونة، السحجة والزغاریت… می‌باشد.
جشنواره‌های فرهنگی و موسیقی نیز در سرزمین‌های فلسطین برگزار می‌شوند، به ویژه:
- جشنواره موسیقی قدس
- جشنواره بین‌المللی فلسطین
- جشنواره مرج بن عامر برای میراث فرهنگی[۱۶]

## فرهنگ مقاومت
مقاومت فرهنگی نه تنها به عنوان وسیله ای برای سرکشی، بلکه به عنوان ابزاری قدرتمند برای حفظ هویت فلسطینی در برابر ظلم استعماری عمل می کند.مقاومتی غیرمسلحانه با استفاده از فرهنگ، هنر و موسیقی فلسطین.حتی با وجود سانسور ها ، مقابله با شاعران و هنرمندان و حتی دستگیری آن ها.
تا جایی که ژنرال اسرائیلی موشه دایان خواندن یکی از اشعار شاعر فلسطینی، توقان را با رویارویی با «بیست کماندو دشمن» مقایسه کرده است.

### کوفیه (چفیه)
کوفیه سفید و سیاه امروزه، تبدیل به نماد ملی مبارزه مردم فلسطین در انجمن‌های بین‌المللی شده‌است. کوفیه فلسطین، همچنین به عنوان سنبل شناخته می‌شود. رنگهای سیاه و سفید آن منعکس‌کننده سادگی زندگی دهقانی در روستاهای فلسطین و همچنین رنگ‌های خاکستری لباس‌های دهقانان در آن است که به دور از زندگی متنوع و بیگانه شهر هستند.

### خلاقیت هنری
آواز متعهد، بخشی از مبارزه و آزادی است، که یک فریاد در برابر ظلم و بی عدالتی است، از گرفتاری‌های فلسطین تا جنگ ژوئن ۶۷، علاوه بر اشغال سایر نقاط در جهان عرب را در بر می‌گیرد و از آن سخن می‌گوید.